# Joaquín de Orbegozo
Joaquín de Orbegozo (ur. 1979 w Limie) – peruwiański aktor teatralny, telewizyjny i filmowy.
Pochodzi z rodziny biznesmenów. Wychowywał się z młodszą siostrą Danielą. W serialu To życie (Así es la vida, 2004) zagrał rolę Rafaela Mendozy Berckemeyera, szlachetnego syna lekarza.
Występował w przedstawieniach: Po prostu ze strachu (Sólo por miedo, 2004), Adiós al camino amarillo (2007), Pieśń kanalizacji (Canta la cloaca, 2007) jako Pedro Pablo, Chau Misterix (2008) w roli Chiche, Nie martw się, niebieskie oczy (No te preocupes, ojos azules, 2008) jako Kurt Cobain oraz Czterech znajomych w poszukiwaniu utraconych kurtek (Cuatro amigos en busca de la chompa perdida, 2008).

## Filmografia

### filmy kinowe
- 2006: Ojos de Fuego jako Patrick
- 2007: You don't want to know

### telewizja
- 1997: Trąba (Torbellino)
- 1998: Boulevard Torbellino
- 2004: To życie (Así es la vida) jako Rafael Mendoza Berckemeyer
- 2005: Vírgenes de la cumbia jako Coyote
- 2007: Por la Sarita
- 2008: Dina Páucar, stałe marzenie (Dina Páucar, el sueño continúa jako Diego
- 2008: Magnolia Merino jako Marcelo Benavides